# Peter Alexander/Diskografie
Diese Diskografie ist eine Übersicht über die musikalischen Werke des österreichischen Schlager-Sängers Peter Alexander. Den Quellenangaben zufolge verkaufte er bisher mehr als 50 Millionen Tonträger.

## Alben

### Studioalben
| Jahr | Titel                                                                  | Höchstplatzierung, Gesamtwochen/‑monate, AuszeichnungChartplatzierungen (Jahr, Titel, Platzierungen, Wochen/Monate, Auszeichnungen, Anmerkungen) | Höchstplatzierung, Gesamtwochen/‑monate, AuszeichnungChartplatzierungen (Jahr, Titel, Platzierungen, Wochen/Monate, Auszeichnungen, Anmerkungen) | Höchstplatzierung, Gesamtwochen/‑monate, AuszeichnungChartplatzierungen (Jahr, Titel, Platzierungen, Wochen/Monate, Auszeichnungen, Anmerkungen) | Anmerkungen                                                                        |
| Jahr | Titel                                                                  | DE | AT | CH | Anmerkungen                                                                        |
| ---- | ---------------------------------------------------------------------- | --- | --- | --- | ---------------------------------------------------------------------------------- |
| 1962 | Peter Alexander singt Melodien zum Verlieben                           | DE17 (4 Mt.)DE | — | — | Erstveröffentlichung: 1. August 1962                                               |
| 1962 | Mir geht’s wunderbar                                                   | DE14 (2 Mt.)DE | — | — | Erstveröffentlichung: 1. September 1962                                            |
| 1962 | Wiener Spaziergänge*                                                   | DE5 (36 Mt.)DE | — | — | Erstveröffentlichung: 1. November 1962                                             |
| 1963 | Piccolo Party                                                          | DE17 (3 Mt.)DE | — | — | Erstveröffentlichung: 1963                                                         |
| 1964 | Spaziergang durch das Land des Films                                   | — | — | — | Erstveröffentlichung: 1964                                                         |
| 1964 | Spaziergang durch das Land der Operette                                | DE6 (11 Mt.)DE | — | — | Erstveröffentlichung: 1. Dezember 1964                                             |
| 1965 | Wiener G’schichten mit Peter Alexander*                                | DE11 (15 Mt.)DE | — | — | Erstveröffentlichung: 1. Dezember 1965                                             |
| 1966 | Schöne Weihnacht mit Peter Alexander                                   | DE— GoldDE | — | — | Erstveröffentlichung: 1966 Verkäufe: + 250.000                                     |
| 1966 | Peter Alexander in Paris*                                              | DE7 (6 Mt.)DE | — | — | Erstveröffentlichung: 1. Oktober 1966                                              |
| 1967 | Wie es euch gefällt                                                    | DE9 (6 Mt.)DE | — | — | Erstveröffentlichung: 1. März 1967                                                 |
| 1967 | Peter Alexander serviert Spezialitäten aus Böhmen, Ungarn, Österreich* | DE5 (17 Mt.)DE | — | — | Erstveröffentlichung: 1. Juli 1967                                                 |
| 1967 | Schlager-Rendezvous mit Peter Alexander – 1. Folge                     | DE1 (24 Mt.)DE | — | — | Erstveröffentlichung: 1. Dezember 1967                                             |
| 1968 | Zärtlichkeiten – Melodien für ewig Verliebte mit Peter Alexander       | DE28 (2 Mt.)DE | — | — | Erstveröffentlichung: 1. November 1967                                             |
| 1968 | Streifzug durch die Operette                                           | DE24 (4 Mt.)DE | — | — | Erstveröffentlichung: 1. März 1968                                                 |
| 1968 | Warum ist es am Rhein so schön                                         | DE32 (2 Mt.)DE | — | — | Erstveröffentlichung: 1. August 1968                                               |
| 1968 | Schlager-Rendezvous mit Peter Alexander – 2. Folge                     | DE6 (10 Mt.)DE | — | — | Erstveröffentlichung: 1. Oktober 1968                                              |
| 1969 | Peter Alexander Show*                                                  | DE2 (7 Mt.)DE | — | — | Erstveröffentlichung: 1969                                                         |
| 1969 | Für dich, Mutter                                                       | DE36 (1 Mt.)DE | — | — | Erstveröffentlichung: 1. April 1969                                                |
| 1969 | Im Land der Lieder                                                     | DE7 (8 Mt.)DE | — | — | Erstveröffentlichung: 1. September 1969                                            |
| 1970 | Schlager-Rendezvous mit Peter Alexander – 3. Folge                     | DE7 (7 Mt.)DE | — | — | Erstveröffentlichung: 1. März 1970                                                 |
| 1970 | Servus Wien*                                                           | DE19 (4 Mt.)DE | — | — | Erstveröffentlichung: 1. September 1970                                            |
| 1970 | Mein Geschenk für dich                                                 | DE2 (10 Mt.)DE | — | — | Erstveröffentlichung: 1. Oktober 1970                                              |
| 1971 | Leben heißt Lieben                                                     | DE8 (6 Mt.)DE | — | — | Erstveröffentlichung: 1. Mai 1971                                                  |
| 1971 | Der gemeinsame Weg                                                     | DE22 (2 Mt.)DE | — | — | Erstveröffentlichung: 1. November 1971                                             |
| 1972 | Wunderschöne Weihnachtszeit                                            | — | — | — | Erstveröffentlichung: 1. Oktober 1972                                              |
| 1972 | P.A.                                                                   | DE12 (9 Mt.)DE | AT3 (4 Mt.)AT | — | Erstveröffentlichung: 1. November 1972 Charteinstieg in AT erst 1973               |
| 1973 | Spezialitäten aus Österreich, Ungarn, Böhmen – Neue Folge              | — | — | — | Erstveröffentlichung: 1. September 1973                                            |
| 1973 | Wir sind eine große Familie                                            | DE36 (2 Mt.)DE | — | — | Erstveröffentlichung: 1. November 1973                                             |
| 1974 | Peter Alexander serviert Weltschlager                                  | — | — | — | Erstveröffentlichung: 20. September 1974                                           |
| 1974 | Für Meine Freunde                                                      | — | — | — | Erstveröffentlichung: 1. November 1974                                             |
| 1975 | So viel Farben hat die Liebe                                           | — | — | — | Erstveröffentlichung: 17. November 1975                                            |
| 1975 | Goldene Hits neu serviert von Peter Alexander                          | — | — | — | Erstveröffentlichung: 1975                                                         |
| 1976 | Leckerbissen aus dem Böhmerwald                                        | — | — | — | Erstveröffentlichung: 6. September 1976                                            |
| 1976 | Peter Alexander präsentiert Walt Disney’s Welt                         | — | — | — | Erstveröffentlichung: 25. November 1976                                            |
| 1976 | Schlager-Rendezvous mit Peter Alexander (1976)                         | DE10 (30 Wo.)DE | AT2 (7 Mt.)AT | — | Erstveröffentlichung: 1. August 1976                                               |
| 1977 | Das neue Schlager-Rendezvous                                           | — | AT23 (1 Mt.)AT | — | Erstveröffentlichung: 12. Mai 1977                                                 |
| 1977 | Wiener G’schichten                                                     | — | — | — | Erstveröffentlichung: 15. August 1977 mit Paul Hörbiger                            |
| 1977 | Peter Alexander serviert die ZDF-Spezialitäten-Show                    | — | — | — | Erstveröffentlichung: 1977                                                         |
| 1978 | Das Wunschkonzert                                                      | — | — | — | Erstveröffentlichung: 30. Januar 1980                                              |
| 1978 | P.A. heute                                                             | — | — | — | Erstveröffentlichung: 30. Oktober 1978                                             |
| 1978 | Advent mit Peter Alexander                                             | — | — | — | Erstveröffentlichung: 1978                                                         |
| 1979 | Ein Abend mit Peter Alexander                                          | DE18 (31 Wo.)DE | AT12 (1 Mt.)AT | — | Erstveröffentlichung: 20. August 1979                                              |
| 1979 | Ein Besuch in Wien                                                     | — | — | — | Erstveröffentlichung: 3. September 1979                                            |
| 1980 | Genieß Dein Leben                                                      | — | — | — | Erstveröffentlichung: 22. September 1980                                           |
| 1980 | Ihre Wunschmelodien aus Musik ist Trumpf                               | — | — | — | Erstveröffentlichung: 1980 mit Caterina Valente                                    |
| 1981 | Mein Freund Robert Stolz                                               | — | — | — | Erstveröffentlichung: 5. Januar 1981                                               |
| 1981 | Träum mit mir                                                          | — | — | — | Erstveröffentlichung: 17. August 1981                                              |
| 1981 | Für dich                                                               | DE36 (8 Wo.)DE | — | — | Erstveröffentlichung: 23. November 1981                                            |
| 1982 | So oder so                                                             | — | — | — | Erstveröffentlichung: 8. November 1982                                             |
| 1983 | Aus Böhmen kommt die Musik                                             | DE6 Gold · (13 Wo.)DE | — | — | Erstveröffentlichung: 3. Oktober 1983 Verkäufe: + 250.000                          |
| 1984 | Mein Wien                                                              | DE14 (5 Wo.)DE | AT30 (½ Mt.)AT | — | Erstveröffentlichung: 22. Oktober 1984                                             |
| 1985 | Weihnachten mit Peter Alexander                                        | — | — | — | Erstveröffentlichung: 1985                                                         |
| 1986 | Mexico mi amor                                                         | DE21 (9 Wo.)DE | — | — | Erstveröffentlichung: 1. Juni 1986 mit der deutschen Fußballnationalmannschaft ’86 |
| 1986 | Lebenslieder                                                           | — | — | — | Erstveröffentlichung: 10. November 1986                                            |
| 1988 | Mit Peter Alexander der Sonne entgegen                                 | DE63 (2 Wo.)DE | — | — | Erstveröffentlichung: 27. Juni 1988                                                |
| 1988 | …aber böhmisch muß es sein!                                            | — | — | — | Erstveröffentlichung: 19. September 1988                                           |
| 1991 | Verliebte Jahre                                                        | — | — | — | Erstveröffentlichung: 4. November 1991                                             |
| 1996 | Spezialitäten – mit Originalaufnahmen aus seinen Fernsehshows          | — | — | — | Erstveröffentlichung: 1996 reine Studioaufnahmen für die TV-Shows                  |

grau schraffiert: keine Chartdaten aus diesem Jahr verfügbar
LPs mit Zwischentexten = *

#### Sonderauflagen
Mehrere LPs wurden mit geänderten Zwischentexten und Musiktiteln zeitgleich zum Originalalbum in den Handel gebracht, meist für Buch- und Schallplatten-Clubs. Zu diesen Sonderauflagen zählen folgende Alben:
- 1964: Prominenz zu Gast bei Peter Alexander (Polydor)
- 1965: Peters Platten-Party* (Polydor / stern musik)
- 1966: Frühling in Wien* (Marcato)
- 1966: Das muss ein Stück vom Himmel sein** (Discoton)
- 1967: Ein Wiener in Paris* (Marcato)
- 1968: Spezialitäten aus Österreich, Ungarn, Böhmen* (Marcato)
- 1968: Verliebt in Wien* (Discoton)
- 1969: Der Mutter zum Gruß** (Marcato)
- 1969: Streifzug durch die Operette** (Marcato)
- 1969: Die fröhliche Weinprobe* (Marcato)
- 1970: Musical Show** (Marcato)
- 1970: Zwischen Moskau und Nischni-Nowgorod** (Marcato)
- 1970: Schlagerspezialitäten** (Marcato)
- 1971: Wiener G'schichten – 2. Folge** (Marcato)
- 1971: Komm, wünsch’ Dir was** (Discoton)
- 1972: Spezialitäten von der Donau zum Don** (Ariola)
- 2008: Peter Alexander Show (CD nicht identisch mit Show und Musical Show)

LPs mit unterschiedlichen Zwischentexten zum Originalalbum = *

LPs mit unterschiedlichen Aufnahmen zum Originalalbum = **

#### Mitwirkung
- 1960: Beim Gongschlag ist es... (limitierte Sonderauflage)
- 1962: My Fair Lady
- 1964: Goldenes Land der Operette (unverkäufliche Sonderproduktion für Händler)
- 1966: White Christmas – Weltstars singen Weihnachtslieder (White Christmas zweisprachig)
- 1966: Kiss Me Kate
- 1968: Die lustige Witwe
- 1968: Gräfin Mariza (Duett mit Ingeborg Hallstein nachträglich neu gemischt)
- 1968: Pariser Leben – Gesamtaufnahme
- 1969: Himmelstraße 69 (Gespräche mit Robert Stolz u. a., Musik von Robert Stolz)
- 1971: Im Weißen Rössl – Gesamtaufnahme
- 1971: Love Songs – Melodien für Verliebte (Bei Dir war es immer so schön)
- 1975: In Strauß und Bogen (Tribute-Album für Johann Strauß)
- 2004: Die Gigerln von Wien (Alt-Wiener Posse, ORF 1953)
- 2007: Ein Walzertraum (Gesamtaufnahme, NWDR 1954)
- 2007: Eine Nacht in Venedig (Gesamtaufnahme, NWDR Köln 1953)
- 2010: Die Försterchristl (Gesamtaufnahme, NWDR Köln 1955)
- 2010: Hochzeit in Samarkand (Gesamtaufnahme, NWDR Köln 1954)
- 2011: Das Hörer-Wunschkonzert – Radio-Lieblinge (Titel Der lustige Ehemann und Die Haselnuss)
- 2012: Himmelblaue Träume (Grüezi) (Gesamtaufnahme, NWDR 1954)

### Livealben
| Jahr | Titel                                                                 | Höchstplatzierung, Gesamtwochen, AuszeichnungChartplatzierungen (Jahr, Titel, Platzierungen, Wochen, Auszeichnungen, Anmerkungen) | Höchstplatzierung, Gesamtwochen, AuszeichnungChartplatzierungen (Jahr, Titel, Platzierungen, Wochen, Auszeichnungen, Anmerkungen) | Höchstplatzierung, Gesamtwochen, AuszeichnungChartplatzierungen (Jahr, Titel, Platzierungen, Wochen, Auszeichnungen, Anmerkungen) | Anmerkungen                         |
| Jahr | Titel                                                                 | DE | AT | CH | Anmerkungen                         |
| ---- | --------------------------------------------------------------------- | --- | --- | --- | ----------------------------------- |
| 1972 | Die Peter Alexander Tournee                                           | — | — | — | Erstveröffentlichung: 1972          |
| 1975 | Treffpunkt Herz – Originalaufnahmen der gleichnamigen ZDF-Musik-Show  | — | — | — | Erstveröffentlichung: 1975          |
| 1976 | Das Peter Alexander Konzert live                                      | — | — | — | Erstveröffentlichung: 1976          |
| 1980 | Danke, Robert Stolz – Originalaufnahmen aus der gleichnamigen Sendung | — | — | — | Erstveröffentlichung: 1980          |
| 1984 | Ein Gala-Konzert                                                      | DE61 (1 Wo.)DE | — | — | Erstveröffentlichung: 12. März 1984 |

grau schraffiert: keine Chartdaten aus diesem Jahr verfügbar

### Werkausgaben
- 1989: Sag’ es mit Musik (sämtliche Austroton-Aufnahmen von 1951–1954)
- 1990: Straße meiner Lieder (Polydor-Singles 1958–1963 inkl. bisher unveröffentlichter Aufnahmen)
- 1996: Die Rot-Weiß-Rot Aufnahmen (Rundfunktitel der frühen 1950er-Jahre)
- 1997: Filmtreffer 1 (Studioaufnahmen und Filmton der Kinofilme von 1952–1957)
- 1997: Filmtreffer 2 (Studioaufnahmen und Filmton der Kinofilme von 1957–1959 inkl. bisher unveröffentlichter Aufnahmen)
- 1997: Filmtreffer 3 (Studioaufnahmen und Filmton der Kinofilme von 1959 & 1960 inkl. bisher unveröffentlichter Aufnahmen)
- 1997: Filmtreffer 4 (Studioaufnahmen und Filmton der Kinofilme von 1961–1966)
- 1997: Filmtreffer 5 (Studioaufnahmen und Filmton der Operettenfilme von 1960–1962)
- 2001: Das große Starporträt (5-CD-Box mit einem Querschnitt der Ariola-Aufnahmen)
- 2014: Original Album Classics (CD-Veröffentlichung der Alben Zärtlichkeiten, Im Land der Lieder, P.A., Für meine Freunde und Ein Abend mit Peter Alexander)
- 2014: Original Album Classics 2 (CD-Veröffentlichung der Alben Schlager-Rendezvous 1–4 und Das neue Schlager-Rendezvous)
- 2015: Originale Album Box (CD-Veröffentlichung der Alben Melodien zum Verlieben, Mir geht’s wunderbar, Wiener Spaziergänge, Spaziergang durch das Land der Operette und Alexander der Große)

### Kompilationen
| Jahr | Titel                                                   | Höchstplatzierung, Gesamtwochen/‑monate, AuszeichnungChartplatzierungen (Jahr, Titel, Platzierungen, Wochen/Monate, Auszeichnungen, Anmerkungen) | Höchstplatzierung, Gesamtwochen/‑monate, AuszeichnungChartplatzierungen (Jahr, Titel, Platzierungen, Wochen/Monate, Auszeichnungen, Anmerkungen) | Höchstplatzierung, Gesamtwochen/‑monate, AuszeichnungChartplatzierungen (Jahr, Titel, Platzierungen, Wochen/Monate, Auszeichnungen, Anmerkungen) | Anmerkungen                                            |
| Jahr | Titel                                                   | DE | AT | CH | Anmerkungen                                            |
| ---- | ------------------------------------------------------- | --- | --- | --- | ------------------------------------------------------ |
| 1967 | Peter Alexander der Große                               | DE26 (2 Mt.)DE | — | — | Erstveröffentlichung: 1. Januar 1967                   |
| 1971 | Stars in Gold                                           | DE5 (10 Mt.)DE | — | — | Erstveröffentlichung: 1. März 1971                     |
| 1979 | Das goldene Schlageralbum                               | DE7 (15 Wo.)DE | AT5 (4 Mt.)AT | — | Erstveröffentlichung: 5. Februar 1979                  |
| 2001 | Das große Jubiläumsalbum                                | DE99 (1 Wo.)DE | AT6 (10 Wo.)AT | — | Erstveröffentlichung: 9. Juli 2001                     |
| 2006 | Herzlichen Glückwunsch!                                 | DE36 (8 Wo.)DE | AT1 Platin · (25 Wo.)AT | CH40 (8 Wo.)CH | Erstveröffentlichung: 30. Juni 2006 Verkäufe: + 30.000 |
| 2006 | Fröhliche Weihnachten! – Die schönsten Weihnachtslieder | — | AT27 (4 Wo.)AT | — | Erstveröffentlichung: 24. November 2006                |
| 2007 | Verliebt in Wien                                        | — | AT68 (2 Wo.)AT | — | Erstveröffentlichung: 29. Juni 2007                    |
| 2011 | Seine größten Erfolge                                   | — | AT37 (2 Wo.)AT | — | Erstveröffentlichung: 11. Februar 2011                 |
| 2011 | Danke Peter – 50 seiner schönsten Lieder                | — | AT9 (12 Wo.)AT | — | Erstveröffentlichung: 18. Februar 2011                 |
| 2011 | Die schönsten Duette                                    | — | AT11 (6 Wo.)AT | — | Erstveröffentlichung: 18. Februar 2011                 |
| 2011 | Seine größten Erfolge und mehr                          | DE34 (5 Wo.)DE | AT1 (13 Wo.)AT | CH70 (3 Wo.)CH | Erstveröffentlichung: 25. Februar 2011                 |
| 2011 | Nur das Beste – Die großen Erfolge                      | — | AT31 (5 Wo.)AT | — | Erstveröffentlichung: 11. März 2011                    |
| 2011 | Unvergessen                                             | — | AT35 (4 Wo.)AT | — | Erstveröffentlichung: 11. März 2011                    |
| 2016 | Servus                                                  | — | AT12 (5 Wo.)AT | — | Erstveröffentlichung: 26. Februar 2016                 |
| 2016 | Peter Alexander – 90 (Die neue Best Of)                 | — | AT54 (2 Wo.)AT | — | Erstveröffentlichung: 1. April 2016                    |
| 2021 | Peter – Unvergesslich – Seine größten Hits & Schlager   | DE68 (1 Wo.)DE | AT1 (7 Wo.)AT | — | Erstveröffentlichung: 12. Februar 2021                 |

grau schraffiert: keine Chartdaten aus diesem Jahr verfügbar
Weitere Kompilationen (Auswahl)
- 1963: Peter Alexander singt Wiener Lieder
- 1970: In Gold
- 1970: Vom Böhmerwald nach Wien (Split-Album mit Karel Gott)
- 1971: Unser Wunschkonzert mit Peter Alexander
- 1971: Peter Alexander – Mein ganzes Leben ist Musik (Karussell)
- 1972: Live – Höhepunkte aus seinem großen Tournee-Programm
- 1972: Meine Lieblingslieder
- 1972: Du bist das beste Pferd im Stall / Du bist das süßeste Mädel der Welt (Split-Album mit Wencke Myhre)
- 1973: Pedro – Schlagerrendezvous mit Peter Alexander (1. August 1973)
- 1975: Die großen Erfolge
- 1975: Zwischen Moskau und Nischni–Nowgorod
- 1975: Vom Böhmerwald zum Wienerwald (Split-Album mit Karel Gott)
- 1975: Die großen 12
- 1977: Die Goldenen Super 20
- 1977: Star-Portrait
- 1977: Träumerei in Wien
- 1978: 20 Peter Alexander Erfolge
- 1978: Spezialitäten aus Österreich, Ungarn, Böhmen
- 1980: Ein Dankeschön all Meinen Freunden
- 1980: Mit Peter Alexander im Land der Operette (6. Februar 1980)
- 1983: Ein Star und Seine Erfolge
- 1986: Hallo! Peter Alexander
- 1988: Das große deutsche Schlager-Archiv
- 1991: Portrait
- 1994: Die kleine Kneipe
- 1997: Verliebte Musik
- 2007: Hautnah – Die Geschichten meiner Stars (Sprecher: Dieter Thomas Heck)
- 2008: Star-Edition
- 2008: Ein Ariola Klassiker – Die schönsten Lieder
- 2009: Nur das Beste – Die großen Erfolge
- 2010: Golden Greats
- 2010: Glanzlichter
- 2014: Die süßesten Früchte (Seine größten Erfolge)

### EPs
Mitwirkung Potpourris
- 1954: Von Wien in die Welt
- 1955: Das gibt’s nur einmal
- 1955: Musikanten sind da
- 1956: Bella Italia
- 1956: Melodien der Liebe
- 1956: Schön war die Zeit
- 1956: Treffpunkt Heino Gaze
- 1957: Mäckies Musikparade
- 1957: Und die Musik spielt dazu

Mitwirkung Operetten
- 1958: Gräfin Mariza
- 1959: Maske in Blau
- 1959: Im Weißen Rössl
- 1960: Die Blume von Hawaii (Querschnitt) (mit Herta Talmar, Margot Eskens, Franz Fehringer, Willy Schneider, Bill Ramsey, Willy Hofmann, Margrit Imlau)
- 1960: Saison in Salzburg
- 1960: Hochzeitsnacht im Paradies
- 1961: Das Land des Lächelns
- 1962: Ein Walzertraum
- 1962: Viktoria und ihr Husar
- 1963: Wiener Blut
- 1964: Der Vogelhändler
- 1964: Eine Nacht in Venedig

Soundtracks
(ausschließlich Titel ohne Single-Veröffentlichungen)
- 1962: Saison in Salzburg
- 1962: Die Fledermaus
- 1972: Hauptsache Ferien

Kompilationen (Auswahl)
- 1958: Hafenlichter (mit Bibi Johns)
- 1960: Melodien zum Verlieben
- 1961: Seine größten Erfolge
- 1968: Der letzte Walzer
- 1982: Peter Alexander (Amiga-EP)

## Singles

Schellackplatte der Single „Der Mond hält seine Wacht“

| Jahr | Titel Album                                                                 | Höchstplatzierung, Gesamtwochen/‑monate, AuszeichnungChartplatzierungen (Jahr, Titel, Album, Platzierungen, Wochen/Monate, Auszeichnungen, Anmerkungen) | Höchstplatzierung, Gesamtwochen/‑monate, AuszeichnungChartplatzierungen (Jahr, Titel, Album, Platzierungen, Wochen/Monate, Auszeichnungen, Anmerkungen) | Höchstplatzierung, Gesamtwochen/‑monate, AuszeichnungChartplatzierungen (Jahr, Titel, Album, Platzierungen, Wochen/Monate, Auszeichnungen, Anmerkungen) | Anmerkungen                                                    |
| Jahr | Titel Album                                                                 | DE | AT | CH | Anmerkungen                                                    |
| ---- | --------------------------------------------------------------------------- | --- | --- | --- | -------------------------------------------------------------- |
| 1954 | Die Frau kommt direkt aus Spanien –                                         | DE14 (2 Mt.)DE | — | — | Charteinstieg: 1. Juli 1954                                    |
| 1954 | Uno momento Maria –                                                         | DE21 (1 Mt.)DE | — | — | Charteinstieg: 1. Juli 1954                                    |
| 1955 | Das süße Mädi –                                                             | DE2 (6 Mt.)DE | — | — | Charteinstieg: 1. September 1955                               |
| 1955 | Eventuell –                                                                 | DE5 (7 Mt.)DE | — | — | Charteinstieg: 1. Oktober 1955 mit Caterina Valente            |
| 1955 | Der Mond hält seine Wacht –                                                 | DE12 (5 Mt.)DE | — | — | Charteinstieg: 1. November 1955                                |
| 1957 | Im Hafen unserer Träume –                                                   | DE2 (9 Mt.)DE | — | — | Charteinstieg: 1. November 1956                                |
| 1957 | Ein kleines Haus am blauen See –                                            | DE20 (4 Mt.)DE | — | — | Charteinstieg: 1. Oktober 1957 mit Margrit Imlau               |
| 1959 | Ich zähle täglich meine Sorgen –                                            | DE2 (7 Mt.)DE | — | — | Charteinstieg: 1. Februar 1960                                 |
| 1960 | Straße meiner Lieder –                                                      | DE35 (1 Mt.)DE | — | — | Charteinstieg: 1. Mai 1960                                     |
| 1960 | Bim-Bam-Bumerang –                                                          | DE35 (1 Mt.)DE | — | — | Charteinstieg: 1. Juli 1960                                    |
| 1960 | Komm bald wieder –                                                          | DE19 (4 Mt.)DE | — | — | Charteinstieg: 1. September 1960                               |
| 1960 | Schaukellied Peter Alexander singt Melodien zum Verlieben                   | DE17 (4 Mt.)DE | — | — | Charteinstieg: 1. Januar 1961                                  |
| 1961 | Bist du einsam heut’ Nacht –                                                | DE4 (4 Mt.)DE | — | — | Charteinstieg: 1. Februar 1961                                 |
| 1961 | Missouri-Cowboy –                                                           | DE10 (3 Mt.)DE | — | — | Charteinstieg: 1. April 1961 mit Bill Ramsey                   |
| 1961 | Immer zieht es mich zu ihr –                                                | DE35 (1 Mt.)DE | — | — | Charteinstieg: 1. Mai 1961 mit Bill Ramsey                     |
| 1961 | Paris ist eine Reise wert –                                                 | DE29 (2 Mt.)DE | — | — | Charteinstieg: 1. Juni 1961                                    |
| 1961 | Der Gitarrentramp (Travelin’ Man) –                                         | DE29 (2 Mt.)DE | — | — | Charteinstieg: 1. Oktober 1961                                 |
| 1961 | Und die Musik spielt dazu –                                                 | DE28 (1 Mt.)DE | — | — | Charteinstieg: 1. Dezember 1961                                |
| 1962 | Tanz mit mir –                                                              | DE39 (1 Mt.)DE | — | — | Charteinstieg: 1. März 1962                                    |
| 1962 | Der Badewannentango –                                                       | DE25 (3 Mt.)DE | — | — | Charteinstieg: 1. Juni 1962                                    |
| 1962 | Mondscheinmelodie –                                                         | DE21 (2 Mt.)DE | — | — | Charteinstieg: 1. Oktober 1962                                 |
| 1963 | Wenn erst der Abend kommt –                                                 | DE6 (7 Mt.)DE | — | — | Charteinstieg: 1. März 1963                                    |
| 1963 | Verliebt, verlobt, verheiratet –                                            | DE7 (4 Mt.)DE | — | — | Charteinstieg: 1. Juni 1963 mit Conny Froboess                 |
| 1963 | Bambola –                                                                   | DE29 (3 Mt.)DE | — | — | Charteinstieg: 1. September 1963                               |
| 1963 | Nachts hör’ ich immer alle Uhren schlagen –                                 | DE8 (4 Mt.)DE | — | — | Charteinstieg: 1. Dezember 1963                                |
| 1964 | Eine Lederhose braucht keine Bügelfalten –                                  | DE24 (3 Mt.)DE | — | — | Charteinstieg: 1. Januar 1964 mit Sven Jenssen                 |
| 1964 | Was Frauen träumen –                                                        | DE15 (4 Mt.)DE | — | — | Charteinstieg: 1. Mai 1964                                     |
| 1964 | Seide und Samt –                                                            | DE7 (5 Mt.)DE | — | — | Charteinstieg: 1. Oktober 1964                                 |
| 1965 | Schenk’ mir ein Bild von dir –                                              | DE2 (4 Mt.)DE | AT2 (3 Mt.)AT | — | Charteinstieg: 1. April 1965                                   |
| 1965 | Fräulein Wunderbar –                                                        | DE7 (4½ Mt.)DE | AT5 (2 Mt.)AT | — | Charteinstieg: 1. September 1965                               |
| 1965 | Jingle Bells (Schlittenfahrt) –                                             | DE38 (½ Mt.)DE | — | — | Charteinstieg: 15. Dezember 1965                               |
| 1966 | Heidschi Bumbeidschi –                                                      | DE10 (1½ Mt.)DE | AT9 (1 Mt.)AT | — | Charteinstieg: 1. Januar 1966                                  |
| 1966 | Wenn das geschieht –                                                        | DE12 (3 Mt.)DE | — | — | Charteinstieg: 1. März 1966                                    |
| 1966 | Müssen Frauen einsam sein –                                                 | DE18 (2½ Mt.)DE | — | — | Charteinstieg: 15. Mai 1966                                    |
| 1966 | Ich liebe das Leben –                                                       | DE21 (3½ Mt.)DE | — | — | Charteinstieg: 1. August 1966                                  |
| 1966 | Moderne Romanzen –                                                          | DE4 (5 Mt.)DE | AT2 (3 Mt.)AT | — | Charteinstieg: 1. Dezember 1966                                |
| 1967 | Spanisch war die Nacht –                                                    | DE9 (5½ Mt.)DE | AT5 (3 Mt.)AT | — | Charteinstieg: 15. März 1967                                   |
| 1967 | Verbotene Träume –                                                          | DE4 (4 Mt.)DE | AT12 (1 Mt.)AT | — | Charteinstieg: 15. August 1967                                 |
| 1967 | Der letzte Walzer –                                                         | DE1 (7 Mt.)DE | AT10 (4 Mt.)AT | — | Charteinstieg: 1. November 1967                                |
| 1968 | Schön muß es sein, dich zu Lieben –                                         | DE13 (1½ Mt.)DE | — | — | Charteinstieg: 1. April 1968                                   |
| 1968 | Delilah –                                                                   | DE3 (5 Mt.)DE | AT1 (3 Mt.)AT | — | Charteinstieg: 1. Mai 1968                                     |
| 1968 | Komm und bedien dich –                                                      | DE9 (3½ Mt.)DE | AT9 (1 Mt.)AT | — | Charteinstieg: 1. Oktober 1968                                 |
| 1969 | Liebesleid –                                                                | DE1 (5 Mt.)DE | AT3 (4 Mt.)AT | — | Charteinstieg: 1. März 1969                                    |
| 1969 | Sehnsuchtsmelodie –                                                         | DE32 (½ Mt.)DE | AT19 (1 Mt.)AT | — | Charteinstieg: 15. Oktober 1969                                |
| 1970 | Oh Lady Mary –                                                              | DE5 (4 Mt.)DE | AT7 (3 Mt.)AT | — | Charteinstieg: 1. März 1970                                    |
| 1970 | Das Wunder bist du –                                                        | DE18 (2 Mt.)DE | AT11 (1 Mt.)AT | — | Charteinstieg: 1. August 1970                                  |
| 1970 | Hier ist ein Mensch Mein Geschenk für dich                                  | DE2 (7 Mt.)DE | AT1 (5 Mt.)AT | CH3 (10 Wo.)CH | Charteinstieg: 15. November 1970                               |
| 1971 | Leben heißt lieben Leben heißt Lieben                                       | DE19 (12 Wo.)DE | — | — | Charteinstieg: 26. April 1971                                  |
| 1971 | Ich will dir helfen Der gemeinsame Weg                                      | DE25 (6 Wo.)DE | — | — | Charteinstieg: 4. Oktober 1971                                 |
| 1972 | Der gemeinsame Weg                                                          | DE42 (1 Wo.)DE | — | — | Charteinstieg: 7. Februar 1972                                 |
| 1972 | Wir singen mit der ganzen Welt –                                            | DE44 (5 Wo.)DE | — | — | Charteinstieg: 27. März 1972                                   |
| 1972 | Unser tägliches Brot ist die Liebe –                                        | DE8 (16 Wo.)DE | AT4 (3 Mt.)AT | — | Charteinstieg: 13. November 1972 Charteinstieg in AT erst 1973 |
| 1973 | Pedro (Mandolinen um Mitternacht) –                                         | DE13 (17 Wo.)DE | AT4 (3 Mt.)AT | — | Charteinstieg: 23. April 1973                                  |
| 1973 | Irgendwo brennt für jeden ein Licht Wir sind eine große Familie             | DE9 (15 Wo.)DE | AT7 (2 Mt.)AT | — | Charteinstieg: 29. Oktober 1973                                |
| 1974 | O sole mio –                                                                | DE36 (5 Wo.)DE | AT17 (1 Mt.)AT | — | Charteinstieg: 22. April 1974                                  |
| 1975 | Der Esel, der Bauer und sein Sohn Für Meine Freunde                         | — | AT9 (2 Mt.)AT | — | Charteinstieg: 19. Januar 1975                                 |
| 1975 | Und hinterher, da nehm’ ich dich in meine Arme –                            | DE42 (1 Wo.)DE | — | — | Charteinstieg: 30. Juni 1975                                   |
| 1976 | Die kleine Kneipe Schlager-Rendezvous mit Peter Alexander (1976)            | DE2 (33 Wo.)DE | AT12 (3 Mt.)AT | CH1 (24 Wo.)CH | Charteinstieg: 3. Mai 1976                                     |
| 1976 | Das kleine Beisl –                                                          | — | AT2 (10 Mt.)AT | — | Charteinstieg: 15. Mai 1976 mit Pierre Kartner                 |
| 1976 | Paß gut auf dich auf, mein Kind Das neue Schlager-Rendezvous                | DE24 (16 Wo.)DE | AT13 (1 Mt.)AT | — | Charteinstieg: 18. Oktober 1976                                |
| 1977 | An der Himmelstür Das neue Schlager-Rendezvous                              | — | AT12 (1 Mt.)AT | — | Charteinstieg: 15. Mai 1977                                    |
| 1978 | Feierabend Ein Abend mit Peter Alexander                                    | DE27 (16 Wo.)DE | — | — | Charteinstieg: 9. Januar 1978                                  |
| 1979 | Und manchmal weinst du sicher ein paar Tränen Ein Abend mit Peter Alexander | DE9 (34 Wo.)DE | AT5 (6 Mt.)AT | CH2 (15 Wo.)CH | Charteinstieg: 22. April 1979                                  |
| 1979 | Schwarzes Gold Ein Abend mit Peter Alexander                                | DE11 (23 Wo.)DE | — | — | Charteinstieg: 8. Oktober 1979                                 |
| 1980 | Denk doch auch mal an dich Genieß Dein Leben                                | DE39 (13 Wo.)DE | — | — | Charteinstieg: 2. Juni 1980                                    |
| 1981 | Mamutschka –                                                                | DE55 (6 Wo.)DE | — | — | Charteinstieg: 20. April 1981                                  |
| 1981 | Der Papa wird’s schon richten –                                             | DE3 (18 Wo.)DE | — | — | Charteinstieg: 30. November 1981                               |
| 1984 | Good-Bye My Love (Verzeih My Love) –                                        | DE47 (8 Wo.)DE | AT25 (½ Mt.)AT | — | Charteinstieg: 3. Dezember 1984 mit Mireille Mathieu           |
| 1992 | Auf die Liebe kommt es an Verliebte Jahre                                   | DE57 (5 Wo.)DE | — | — | Charteinstieg: 3. Februar 1992                                 |

grau schraffiert: keine Chartdaten aus diesem Jahr verfügbar
Weitere Singles (Auswahl)
- 1951: Das machen nur die Beine von Dolores
- 1952: Ein Musikus – Ein Musikus
- 1952: Die süßesten Früchte fressen nur die großen Tiere
- 1952: Braucht dein Herz keinen Freund (Aufnahme am Tag seiner Hochzeit: 22. September 1952)
- 1953: La bella Musica (1. Platz beim Deutschen Musikwettbewerb in München)
- 1953: Die Frau kommt direkt aus Spanien
- 1953: Zucker-Lili (mit Erni Bieler)
- 1953: Die süßesten Früchte (mit Leila Negra)
- 1954: Oh Mister Swoboda
- 1954: Nicolo, Nicolo, Nicolino
- 1955: Das süße Mädi, das Fredi liebt
- 1955: Die Musik kommt / Die Kirschen in Nachbars Garten[4]
- 1956: Schon wieder mal (mit Bibi Johns)
- 1956: Auf der Piazza von Milano
- 1956: Im Hafen unserer Träume
- 1956: Komm’ ein bisschen mit nach Italien (mit Caterina Valente und Silvio Francesco)
- 1956: Sing Baby Sing (mit Caterina Valente)
- 1957: Ein bisschen mehr
- 1957: Vergiß mich nicht so schnell (mit Margot Eskens)
- 1957: Das tu’ ich alles aus Liebe
- 1957: Das ist alles längst vorbei
- 1958: Bambina
- 1958: Wunderbares Mädchen
- 1959: Mandolinen und Mondschein
- 1959: Piccolo-Ponny
- 1973: Steck dir deine Sorgen an den Hut
- 1974: Ich schau’ dir so gern in die Augen
- 1975: So richtig nett ist’s nur im Bett
- 1978: Aufsteh’n
- 1980: Mädchen weine nicht
- 1982: Immer auf die Kleinen
- 1983: Liebst du mich
- 1986: Mexico mi amor (mit der deutschen Fußballnationalmannschaft ’86)
- 1986: Wenn auch die Jahre vergeh’n
- 1986: Was sind schon 60 Jahre
- 1987: Zeit der Rosen
- 1989: Gestern jung, morgen alt
- 1991: Ein gutes Team
- 1991: Verliebte Jahre
- 1996: Was wär’ ich ohne Euch (letzte Aufnahme Alexanders)

## Videoalben
| Jahr | Titel                                                        | Höchstplatzierung, Gesamtwochen, AuszeichnungChartplatzierungen (Jahr, Titel, Platzierungen, Wochen, Auszeichnungen, Anmerkungen) | Höchstplatzierung, Gesamtwochen, AuszeichnungChartplatzierungen (Jahr, Titel, Platzierungen, Wochen, Auszeichnungen, Anmerkungen) | Höchstplatzierung, Gesamtwochen, AuszeichnungChartplatzierungen (Jahr, Titel, Platzierungen, Wochen, Auszeichnungen, Anmerkungen) | Anmerkungen                                               |
| Jahr | Titel                                                        | DE | AT | CH | Anmerkungen                                               |
| ---- | ------------------------------------------------------------ | --- | --- | --- | --------------------------------------------------------- |
| 2006 | Herzlichen Glückwunsch! Die schönsten Show-Momente – Folge 1 | DE70 (1 Wo.)DE | AT2 Platin · (26 Wo.)AT | — | Erstveröffentlichung: 14. Juli 2006 Verkäufe: + 10.000    |
| 2006 | Spaziergänge in Wien                                         | — | AT1 (6 Wo.)AT | — | Erstveröffentlichung: 29. August 2006                     |
| 2006 | Herzlichen Glückwunsch! Die schönsten Show-Momente – Folge 2 | — | AT4 Gold · (13 Wo.)AT | — | Erstveröffentlichung: 3. November 2006 Verkäufe: + 5.000  |
| 2006 | Herzlichen Glückwunsch! Die schönsten Show-Momente – Folge 3 | — | AT5 Gold · (10 Wo.)AT | — | Erstveröffentlichung: 3. November 2006 Verkäufe: + 5.000  |
| 2006 | Fröhliche Weihnachten                                        | — | AT6 (3 Wo.)AT | — | Erstveröffentlichung: 24. November 2006                   |
| 2007 | Die schönsten Show-Momente – Folge 1–4                       | — | AT8 Gold · (7 Wo.)AT | — | Erstveröffentlichung: 16. November 2007 Verkäufe: + 5.000 |
| 2010 | Spaziergänge durch das Land der Operette                     | — | AT4 (1 Wo.)AT | — | Erstveröffentlichung: 17. Juni 2010                       |
| 2011 | Spaziergänge durch das Land des Films                        | — | AT8 (1 Wo.)AT | — | Erstveröffentlichung: 24. April 2011                      |
| 2011 | Danke, Peter Alexander                                       | — | AT1 (… Wo.)AT | — | Erstveröffentlichung: 29. Juli 2011                       |

Weitere Videoalben (Auswahl)
- 1996: Videospezialitäten 1 & 2 (Ausschnitte aus den TV-Shows mit neuem Vorwort)
- 2006: Wirtschaftswunder-Kino 3: Peter Alexander Kollektion
- 2006: Wirtschaftswunder-Kino 4: Peter Alexander Kollektion 2
- 2010: Spaziergänge (DVD-Box mit allen vier s/w-TV-Specials der 1960er-Jahre)
- 2016: Von Mensch zu Mensch – Die schönsten Lieder (CD und DVD mit Super-8-Filmen aus dem Privatarchiv von Peter Alexander)

## Songwriter
- 1968: Gitte Hænning – Der Super Sunny
- 1969: Land der Lieder
- 1969: Liebesträume
- 1969: Du sollst mit meiner Liebe leben
- 1969: Mutti
- 1970: Einsamer Abend ohne Dich
- 1970: Etwas mehr Liebe
- 1970: Dein Herz und mein Herz
- 1971: Denn wir sind füreinander bestimmt
- 1971: Und das ist viel mehr
- 1971: Tom-Tom-Boy
- 1971: Wir werden beide miteinander gehen
- 1971: Heut’ geht ein Wunsch auf die Reise
- 1971: Baby Abendschön
- 1971: Hier mit Dir
- 1971: Nimm mich mit
- 1972: Du gehst auf die Reise
- 1972: Mein Engel
- 1972: Schnee fällt
- 1973: Clementine (Text)
- 1974: Immer
- 1974: Der kleine Unterschied
- 1975: Oh, Susanna (Text)
- 1976: Sag’ mir
- 1976: Glory, Glory, Hallelujah (Text)
- 1976: Ciao
- 1976: Schneewalzer (Text)
- 1977: Apple Jack
- 1978: Bei uns zu Haus
- 1978: Bei uns daheim (österreichische Version)
- 1978: Superstar
- 1978: Weiße Weihnacht (Text zu White Christmas)
- 1978: Kleine Straße in der großen Stadt
- 1978: Immer
- 1979: Andrea
- 1979: Wann stirbt die Welt?
- 1979: Leg’ Dich doch zu mir
- 1980: Wenn ich jemals zu Dir sagen muss Adieu
- 1981: Mädchen weine nicht
- 1981: Jimmy und Joe
- 1981: Ich will Dich
- 1982: Plaisir d’Amour (Text)
- 1983: Bleib’ wie Du bist
- 1983: Die goldenen Jahre
- 1988: Reisen, Reisen, ja das ist eine Hetz

## Statistik

### Chartauswertung
|                     | DE     | AT     | CH    |
| ------------------- | ------ | ------ | ----- |
| Nummer-eins-Alben   | DE1DE  | AT3AT  | CH—CH |
| Top-10-Alben        | DE16DE | AT8AT  | CH—CH |
| Alben in den Charts | DE38DE | AT19AT | CH2CH |

|                       | DE     | AT     | CH    |
| --------------------- | ------ | ------ | ----- |
| Nummer-eins-Singles   | DE2DE  | AT2AT  | CH1CH |
| Top-10-Singles        | DE27DE | AT17AT | CH3CH |
| Singles in den Charts | DE59DE | AT25AT | CH3CH |

### Auszeichnungen für Musikverkäufe
Anmerkung: Auszeichnungen in Ländern aus den Charttabellen bzw. Chartboxen sind in ebendiesen zu finden.
| Land/RegionAuszeichnungen für Musikverkäufe (Land/Region, Auszeichnungen, Verkäufe, Quellen) | Gold     | Platin     | Verkäufe | Quellen                           |
| -------------------------------------------------------------------------------------------- | -------- | ---------- | -------- | --------------------------------- |
| Deutschland (BVMI)                                                                           | 2× Gold2 | —          | 500.000  | musikindustrie.de Einzelnachweise |
| Österreich (IFPI)                                                                            | 3× Gold3 | 2× Platin2 | 55.000   | ifpi.at                           |
| Insgesamt                                                                                    | 5× Gold5 | 2× Platin2 |          |                                   |